# 黃石里
黃石里為台灣新北市板橋區轄下之一里，里名來自漢代張良黃石公的故事，面積約0.097平方公里。黃石里位於清代枋橋城之內，內有一座知名的黃石市場。